# Frontera Hidalgo
Frontera Hidalgo é um município do estado do Chiapas, no México. A população do município calculada no censo 2005 era de 10.902 habitantes.